# Jakarta 2
Jakarta 2, ausgesprochen Jakarta Dua ist eine Stelle, südlich der osttimoresischen Stadt Ainaro, an einer mehr etwa 300 Meter tiefen Klippe namens Builico, nah der Straße nach Cassa, zwischen den Flüssen Sarai und Maumall. Die Flüsse gehören zu den Nebenflüssen des Belulik.

## Geschichte
Zwischen 1975 und 1999 war Osttimor von Indonesien besetzt. Am 20. August 1982 griffen Kämpfer der FALINTIL im Rahmen des Cabalaki-Aufstands indonesische Soldaten an. Indonesien reagierte mit Vergeltungsaktionen gegen die Zivilbevölkerung. Unter anderem wurden Timoresen, welche die Indonesier der Unterstützung der Unabhängigkeitsbewegung verdächtigten, in der Aldeia Builico ermordet und dann über den Klippenrand gestoßen. Wenn Angehörige bei den indonesischen Behörden nach deren Verbleib fragten, erhielten sie als Antwort „Den haben wir nach Jakarta geschickt“, der indonesischen Hauptstadt. Damit war den Angehörigen der Tod der Verschleppten klar, denn nie kehrte einer von ihnen wieder zurück. Auf diese Weise erhielt der Ort der Hinrichtungen seinen heutigen Namen und die Drohung man werde „nach Jakarta gebracht“ in den 1980er- und 1990er-Jahren von indonesischen Militär und zivilen Regierungsbeamten in der Region verwendet.
Manche Opfer wurden lebend angezündet. In einem dokumentierten Fall wurde ein Kind in einen Plastiksack gepackt, mit Benzin übergossen, angezündet und in den Abgrund geworfen. Andere Gefangene wurden gefesselt, niedergestochen und die Klippe hinab geworfen. Einer Frau ließ man die Wahl zwischen dem Tod in Jakarta 2 und Leben in sexueller Sklaverei. Die Empfangs-, Wahrheits- und Versöhnungskommission von Osttimor (CAVR) spricht in ihrem Bericht von einer „großen Zahl von Verschwundenen in Ainaro“. Die letzten Leichen sind vom indonesischen Militär wahrscheinlich während der Operation Donner im September 1999 in Jakarta 2 entsorgt worden.

## Gedenken
2016 wurde von der Associação de Jornalistas de Timor-Leste (AJTL) der Balibo Five Award für die Beste TV-Dokumentation an Casa de Produção Audiovisual (CPA) verliehen für ihren Beitrag „Jakarta 2“ in der Sendereihe „Dalan  ba  Futuro“ (Der Weg in die Zukunft).